# Mariska Ady
Mariska Ady (n. 26 februarie 1889, Hodod-d. 4 februarie 1977, Budapesta) a fost o scriitoare, poetă maghiară, verișoara primară a poetului Endre Ady.

## Biografia
Ady a publicat câteva cărți. În timpul primului război mondial, ea a scris poezii despre ororile războiului. Ady era văduvă. Poeziile ei au apărut pentru prima dată în revistele locale din comitatul Sălaj, mai târziu în reviste naționale.
Ady era fiica lui Sándor Ady, notar. Poetul Endre Ady și Mariska Ady erau veri. Mariska Ady era singura în familia Ady care, pe lângă Endre Ady, era literată.
Din cauza bolii, și-a întrerupt cariera devreme.